# Janusz Jackowski
Janusz Jackowski (ur. 25 grudnia 1930 w Poznaniu, zm. 9 grudnia 2024 tamże) – polski trener lekkoatletyczny, wykładowca i profesor poznańskiej Akademii Wychowania Fizycznego, stały ekspert Komisji Kultury Fizycznej i Sportu.

## Życiorys
Lekkoatletykę uprawiał od 1948. Studia na ówczesnej Wyższej Szkole Wychowania Fizycznego w Poznaniu zakończył w 1955 (promotorem jego pracy magisterskiej był Karol Hoffmann). W 1956 został trenerem i wykładowcą na Akademii Wychowania Fizycznego w Poznaniu. Doktoryzował się w 1967. Od 1969 do 1972 był kierownikiem wyszkolenia w Polskim Związku Lekkiej Atletyki. Kierował kadrą podczas przygotowań do Igrzysk Olimpijskich w Monachium w 1972. Za jego kadencji pojawiła się pierwsza w Polsce bieżnia ze sztuczną nawierzchnią, którą otwarto 15 sierpnia 1969 na stadionie warszawskiej Skry. Potem był delegatem technicznym IAAF. W latach 1991–2006 pełnił funkcję członka zarządu Wielkopolskiego Stowarzyszenia Sportowego. Był długoletnim trenerem lekkiej atletyki w AZS Poznań ze specjalizacją w biegach średnich oraz długich. 
Napisał podręcznik "Zarys lekkoatletyki" użytkowany jeszcze w latach 20. XXI wieku. Opisał w nim autorski system treningowy dla biegaczy. Był pomysłodawcą i założycielem „Studiów trenerskich dla wybitnych sportowców”. Dzięki jego inicjatywie na poznańskiej AWF studiowali wybitni lekkoatleci tamtych czasów, m.in. Władysław Komar, Władysław Kozakiewicz, Bronisław Malinowski, Tadeusz Ślusarski, Zbigniew Orywał, Tadeusz Kulczycki oraz Jerzy Maluśki. 
Został pochowany 16 grudnia 2024 roku na cmentarzu Junikowskim w Poznaniu.

## Odznaczenia i uhonorowanie
W 1965 otrzymał złotą honorową odznakę PZLA. W 2011 uhonorowano go złotym medalem "Za zasługi dla polskiego ruchu olimpijskiego". W 2020 otrzymał Medal 100-lecia PKOl.
Był honorowym członkiem Polskiego Związku Lekkiej Atletyki.